# Steve Forbes
Malcolm Steven "Steve" Forbes, Jr. (Morristown, Nueva Jersey; 18 de julio de 1947) es un ejecutivo editorial estadounidense que se ha postulado dos veces como candidato para la presidencia de los Estados Unidos por el Partido Republicano. Es el editor de la revista de negocios Forbes, la cual lleva como emblema su propio apellido. Sus 20 años de mandato en esta casa editorial coinciden con el declive de las publicaciones y del imperio de la familia Forbes. En 2009 Forbes cayó 4.6 millones de dólares, y en 2010, fue remplazado como presidente y director ejecutivo de Forbes Media LLC, por Mike Perlis, siendo la primera persona fuera de la familia Forbes en administrar la revista desde su fundación en 1917. La revista Forbes fue puesta a la venta en noviembre de 2013, y vendida a mediados del 2014.
Forbes se postuló como candidato a la presidencia en las elecciones primarias de 1996 y de 2000. Es hijo del editor de Forbes Malcolm Forbes y nieto del fundador, Bertie Charles Forbes.

## Vida personal y educación
Es oriundo del estado de Nueva Jersey, hijo de Roberta Remsen (de soltera Laidlaw) y Malcolm Forbes. Forbes creció con una familia adinerada en la ciudad de Far Hills, New Jersey y fue alumno de la prestigiosa escuela Far Hills Country Day School.
Años más tarde se graduó con todos los honores en el Brooks School de North Andover, Massachusetts en 1966, y luego culminó sus estudios universitarios en la Universidad de Princeton en 1970, el alma mater de Malcolm Forbes. Mientras era alumno de Princeton, Forbes fundó su primera revista, Business Today, con otros dos estudiantes. Business Today actualmente es la revista estudiantil más grande del mundo. Forbes es miembro de Alpha Kappa Psi y Tau Kappa Epsilon. En 1971 contrajo matrimonio con Sabina Beekman. Tuvieron cinco hijas; Sabina, Roberta, Catherine, Moira, y Elizabeth.

## Carrera política

### Principios de su Carrera política
En 1985, el presidente Ronald Reagan nombró a Forbes como jefe del consejo internacional de radiodifusión,  Radio Free Europe/Radio Liberty
Steve Forbes ayudó a elaborar el plan de Christine Todd Whitman's para el recorte del 30% de los impuestos a la renta de Nueva Jersey a lo largo de tres años, y este plan se constituyó en el principal factor de su victoria sobre el gobernador James Florio.

### Campañas para la presidencia y mayores problemáticas
Forbes participó en las primarias republicanas para presidente en 1996 y en el 2000, el principal elemento de su campaña política fue cambiar el actual sistema tributario estadounidense, por un impuesto plano. También apoyo la idea de reintroducir el 4 ½ de las mortgages y  term limits en 1996, pero abandonó ambas ideas en su candidatura para el año 2000.
Durante un debate con el también precandidato republicano Alan Keyes declaro que apoyaba la derogación de la Decimosexta Enmienda .
Cuando se postuló a la presidencia en 1996, vendió algunas de sus acciones de la editorial Forbes, a otros miembros de la familia para financiar su campaña. No consiguió la nominación republicana, a pesar de ganar en los estados de Arizona y Delaware, además de obtener buenos resultados en Alaska. Su penoso estilo de campaña fue considerado el mayor factor en su derrota. Time Magazine llamo a su campaña "una comedia sobre que pasaría si algún loco científico decidiría construir un robot malvado" la misma revista también catalogo a la campaña como "loca, saturada de dinero y, en última instancia, embarazosa para todos los interesados." Después de las primarias del año 2000 sin haber logrado la nominación republicana, abandono sus aspiraciones presidenciales, para regresar a dirigir la revista Forbes. La linea editorial de la revista Fortune bajo su dirección, ha apoyado al libre comercio, cuentas de ahorro para la salud, permitir a la gente a optar por el 75% de Social Security payroll tax en cuentas personales de jubilación, equilibrar el presupuesto federal, y leyes más punitivas incluyendo la pena de muerte, se ha opuesto al control de armas, a la mayoría de regulaciones medioambientales, a la legalización de las drogas y al matrimonio igualitario,.
Su plan de reemplazar el actual sistema tributario por un único impuesto plano ha cambiado ligeramente. En 1996 apoyó tasa del 17% sobre todos los ingresos obtenidos tanto personales como corporativos (ingresos no devengados, tales como ganancias de capital, pensions, herencias, y ahorros podrían estar exentos.) Esto no afectaría a los hogares que tuvieran ingresos por menos de $ 33.000. En 2000 se mantuvo en el mismo plan, pero en lugar de cada hogar recibe una exención de $ 33,000, Forbes planteo una exención  e 13.000 dólares por adulto y $ 5,000 por cada dependiente. 
En 1996 su patrimonio neto alcanzaba los $430 millones de dólares. en respuesta a las críticas suscitadas por esto, Forbes prometió en su campaña de año 2000 eximirse así mismo de los beneficios que pudiera tener si se aprobaba su propuesta del impuesto plano.
En su campaña de 2000, Forbes reafirmó su apoyo al conservadurismo social. A pesar de contradecirse con su campaña de 1996 en el año 2000, Forbes afirmo que se opone rotundamente al aborto. El año anterior Forbes había emitido un comunicado diciendo que ya no seguiría donando dinero a la Universidad de Princeton University. Steve Forbes fue uno de los firmantes del Project for the New American Century (PNAC) en 3 de junio de 1997.

### Otras actividades políticas
En 1996, Forbes hizo campaña en junto con Ron Paul en la elección del Congreso para Texas's 14th congressional district.
En diciembre de 2006, Forbes se unió a la junta directiva de la organización  FreedomWorks.  Forbes también es miembro de la junta directiva de la National Taxpayers' Union, así como de la Fundación Heritage, un influyente instituto de investigación de políticas públicas con sede en Washington.  Es panelista frecuente en el programa Forbes on Fox, que también cuenta con miembros del personal de la revista Forbes, y se muestra sábados por la mañana en Fox News Channel a las 11 de la mañana EST.
El 28 de marzo de 2007, Forbes se unió a la campaña de Rudy Giuliani por la presidencia de 2008 presidential election, sirviendo como Co-Presidente Nacional y asesor político. Más adelante en la campaña presidencial de 2008, Forbes se desempeñó como Asesor Económico de John McCain, en los impuestos, la energía y el presupuesto durante la candidatura de McCain para las elecciones presidenciales de 2008.
En marzo de 2013 Forbes participó en un debate NPR emitido por Intelligence Squared con James Grant, Frederic Mishkin y John R. Taylor jr. relativo a la moción "¿América Necesita una política fuerte del dólar?”.

## Libros escritos por Steve Forbes
- The New Birth of Freedom: Vision for America. Washington, DC: Regnery Publishing. 1999. p. 204. ISBN 978-0895263209. OCLC 475198964.
- Flat Tax Revolution: Using a Postcard to Abolish the IRS. Washington, DC: Regnery Publishing. 2005. p. 216. ISBN 978-0895260406. OCLC 60558651.
- Freedom Manifesto: Why Free Markets Are Moral and Big Government Isn't. Crown Business Publishing. 2012. p. 304. ISBN 978-0307951571.

## Apoyos políticos
El 7 de enero de 2010, Forbes anunció su respaldo a Rand Paul, candidato republicano para el Senado de Estados Unidos en el estado de Kentucky.
El 28 de enero de 2010, apoyo formalmente a Marco Rubio, candidato republicano al Senado federal en el Estado de Florida.
Respaldó al senador titular John McCain, republican del estado de Arizona en su reelección en 2010.
El 28 de julio de 2010, apoyo formalmente a Peter Schiff, candidato republicano al Senado federal en el Estado de Connecticut.
El 13 de agosto de 2010, anunció su respaldo a Jim Huffman, candidato republicano al Senado federal en el Estado de Oregón.
El 26 de agosto de 2010, Forbes apoyo formalmente a Mariannette Miller-Meeks, candidato republicano a la Cámara de Representantes en el segundo distrito del congreso de Iowa.
El 2 de septiembre de 2010, Forbes apoyo formalmente el Representante Estatal Justin Amash, candidato republicano al U.S. House of Representatives en Michigan's 3rd congressional district.
El 12 de octubre de 2010, Forbes apoyó formalmente Bill Hudak, candidato republicano a la U.S. House of Representatives en Massachusetts's 6th congressional district.
En 2011, Forbes apoyo al gobernador de Texas Rick Perry para la presidencia en 2012.

## Donaciones Públicas
Para su campaña presidencial del 2000, levantó $ 86 millones en contribuciones de campaña , de los cuales 37.000.000 dólares fueron autodonaciones.